# 川崎市立坂戸小学校
川崎市立坂戸小学校（かわさきしりつさかどしょうがっこう）は、神奈川県川崎市高津区坂戸1丁目にある公立小学校。

## 沿革
出典
- 1969年（昭和44年）
  - 4月1日 - 開校。
  - 4月5日 - 昭和44年度（第1回）始業式と入学式挙行。最初の新入生は100名。
  - 4月7日 - 入校式挙行。東高津小学校より64名、久本小学校より136名の計200名。
  - 6月30日 - 校章制定（校長デザインによる）。この日を開校記念日と制定。
  - 9月28日 - 第1回運動会を創立記念運動会として開催。校旗・優勝旗・優勝杯（PTA寄贈）披露。
- 1970年（昭和45年）3月25日 - 校歌制定。
- 1976年（昭和51年）7月10日 - プール落成。
- 1979年（昭和54年）10月25日 - 創立10周年記念式典挙行。
- 1988年（昭和63年）
  - 11月19日 - 創立20周年記念式典挙行。
  - 11月20日 - 住居表示変更により高津区坂戸1丁目18番地1号となる。
- 1998年（平成10年）
  - 5月10日 - 30周年記念事業シンボルマーク及びスローガン決定し、屋上に看板取り付け。
  - 11月2日 - 創立30周年記念式典挙行。
- 2002年（平成14年）4月30日 - PTAより、各教室へインターホン設置。
- 2007年（平成19年）
  - 6月18日 - 学校ホームページインターネット公開。
  - 8月30日 - A棟耐震補強工事終了。
- 2008年（平成20年）
  - 4月20日 - シンボルマーク・スローガン除幕式挙行。藤棚・ブランコ・A棟屋上電波時計完成。
  - 10月25日 - 創立40周年記念式典挙行。
- 2009年（平成21年）8月 - 体育館椅子収納庫完成。
- 2010年（平成22年）9月 - 普通教室冷房化完成。
- 2012年（平成24年）8月 - A棟アルミサッシ化工事終了。
- 2013年（平成25年）
  - 3月 - 校長室エアコン設置工事終了。
  - 8月 - 体育館アルミサッシ化工事終了。同月、パソコン教室のパソコン、全台更新完了。
- 2014年（平成26年）3月 - わくわくプラザ移転工事完了。
- 2016年（平成28年） - 教室内に仕切りのカーテン設置。体育館の改修工事開始。
- 2017年（平成29年） - 体育館C棟完成。
- 2018年（平成30年）11月10日 - 創立50周年記念式典挙行[2]。
- 2019年（令和元年） - B棟エレベーター工事。北門スロープ化工事。
- 2020年（令和2年） - B棟トイレ改修工事。

## 教育目標
- よく考え行動する子
- 最後までやりとげる子
- やさしく思いやりのある子
- 明るく健康な子

## 通学区域
出典
- 高津区
  - 北見方1丁目（全域）
  - 北見方2丁目（10番1号～10番3号）
  - 北見方3丁目（1番～8番）
  - 坂戸1丁目（1番(3号～10号を除く)・2番～5番・6番3号～6番30号・7番以降）
  - 坂戸2丁目（1番～18番16号・19番以降）
  - 坂戸3丁目（全域）
  - 末長3丁目（4番）
  - 末長4丁目（1番～8番）
  - 久本3丁目（10番2号・10番3号・10番12号）
  - 二子5丁目（全域）
  - 二子6丁目（全域）
  - 溝口1丁目（22番24号以降）

## 進学先中学校
公立中学校に進学する場合
出典
- 川崎市立東高津中学校 - 北見方地区と坂戸1丁目（18番）・坂戸2丁目（1番～18番16号・19番以降）・坂戸3丁目（2番以降）から通う児童の進学先
- 川崎市立高津中学校 - 東高津中学校の通学区域を除く地区から通う児童の進学先

## 学校周辺
- 富士通ゼネラル本社
- かながわサイエンスパーク

## アクセス
- 川崎市営バス・東急バス「高津中学校入口」バス停から、約700m・約11分。
- 東急バスKSP直通無料シャトルバスで、「KSP西棟」バス停下車後、徒歩約300m・約5分。ただし、平日は始発からは10時までは、会員専用となり、一般の利用はできない。